# Lauda-Königshofen
Lauda-Königshofen är en stad i Main-Tauber-Kreis i regionen Heilbronn-Franken i Regierungsbezirk Stuttgart i förbundslandet Baden-Württemberg i Tyskland.
Staden bildades 1 januari 1975 genom en sammanslagning av städerna Königshofen och Lauda samt kommunen Unterbalbach im Rahmen följt av Marbach och Oberbalbach. Innan hade kommunerna Beckstein, Gerlachsheim, Heckfeld och Oberlauda uppgått i Lauda och Deubach, Messelhausen och Sachsenflur till Königshofen.